# حوسبة (عام)
الحوسبة (بالإنجليزية: Computation)‏ مصطلح عام يطلق على أي نوع من العمليات الحسابية « calculation » تتبع نموذجا محددا جيد الفهم أو معرف بشكل جيد يسهل فهمه والتعبير عنه مثل خوارزميات وهو يشمل كذلك البيانات الرقمية، على سبيل المثال وليس الحصر. ويشمل الظواهر التي تتراوح ما بين التفكير البشري وحتى الحسابات ذات المعنى الأضيق نطاقاً. والحوسبة عملية تتلو نموذجاً محدداً يكون مفهوماً ويمكن التعبير عنه في خوارزمية أو بروتوكول أو طوبولوجيا الشبكات...الخ. كما أن الحوسبة موضوع رئيسي في علوم الحاسب الآلي: حيث يتحرى ما يمكنه أو ما لا يمكنه القيام به بشكل حوسبي.
دراسة الحوسبة أمر بالغ الأهمية لفروع المعرفة لعلوم الكمبيوتر.

## الحوسبة كظاهرة فيزيائية
يمكن أن تعتبر الحوسبة ظاهرة فيزيائية تحدث داخل نظام فيزيائي مغلق يسمى الحاسب الآلي. ومن الأمثلة على تلك الأنظمة الفيزيائية الحواسب الرقمية والحواسب الآلية وحواسب الكوانتوم وحواسب الدي إن أيه والحواسب الجزيئية والحواسب التماثلية. وقد تبنى وجهة النظر هذه فرع من الفيزياء النظرية يسمى فيزياء الحوسبة.
بل أن هناك وجهة نظر راديكالية أخرى ترى أن تطور الكون نفسه عبارة عن عملية حوسبة – وهي تسمى (بالإنجليزية: Pancomputationalism)‏ .

## نماذج رياضية على الحوسبة
شهدت نظرية الحوسبة تطويرا لعدد من النماذج الرياضية للحواسب الآلية. ومن أهم النماذج الرياضية للحواسب الآلية ما يلي:
- آلة تورنغ، أتمتة الضغط، أتمتة الحالة المتناهية، وبرام PRAM.
- نماذج دالية منها تفاضل لامبدا.
- نماذج منطقية منها البرمجة المنطقية.
- نماذج تزأمنية منها نموذج الفاعل وتفاضلات العملية.

## فئات الحوسبة
يمكن تصنيف الحوسبة إلى ثلاث معايير أورثوغونية على الأقل: الرقمية مقابل اليدوية، التزأمنية مقابل المتوازية مقابل المتزامنة، والجمعية مقابل التفاعلية.
ومن الناحية العملية، فإن الحوسبة الرقمية تستخدم غالباً لمحاكاة عمليات طبيعية (ومن ذلك الحوسبة التطويرية)، بما في ذلك تلك التي توصف بشكل طبيعي بنماذج حوسبة تماثلية (ومن ذلك الشبكة العصبية الاصطناعية).

## تاريخ
لكلمة حوسبة Computation معنى قديم (جذوره لاتينية)، ولكن الكلمة عادت تستخدم مع ظهور وتطور علوم الحاسب الآلي.